# Dorfkirche Kleinlöbichau

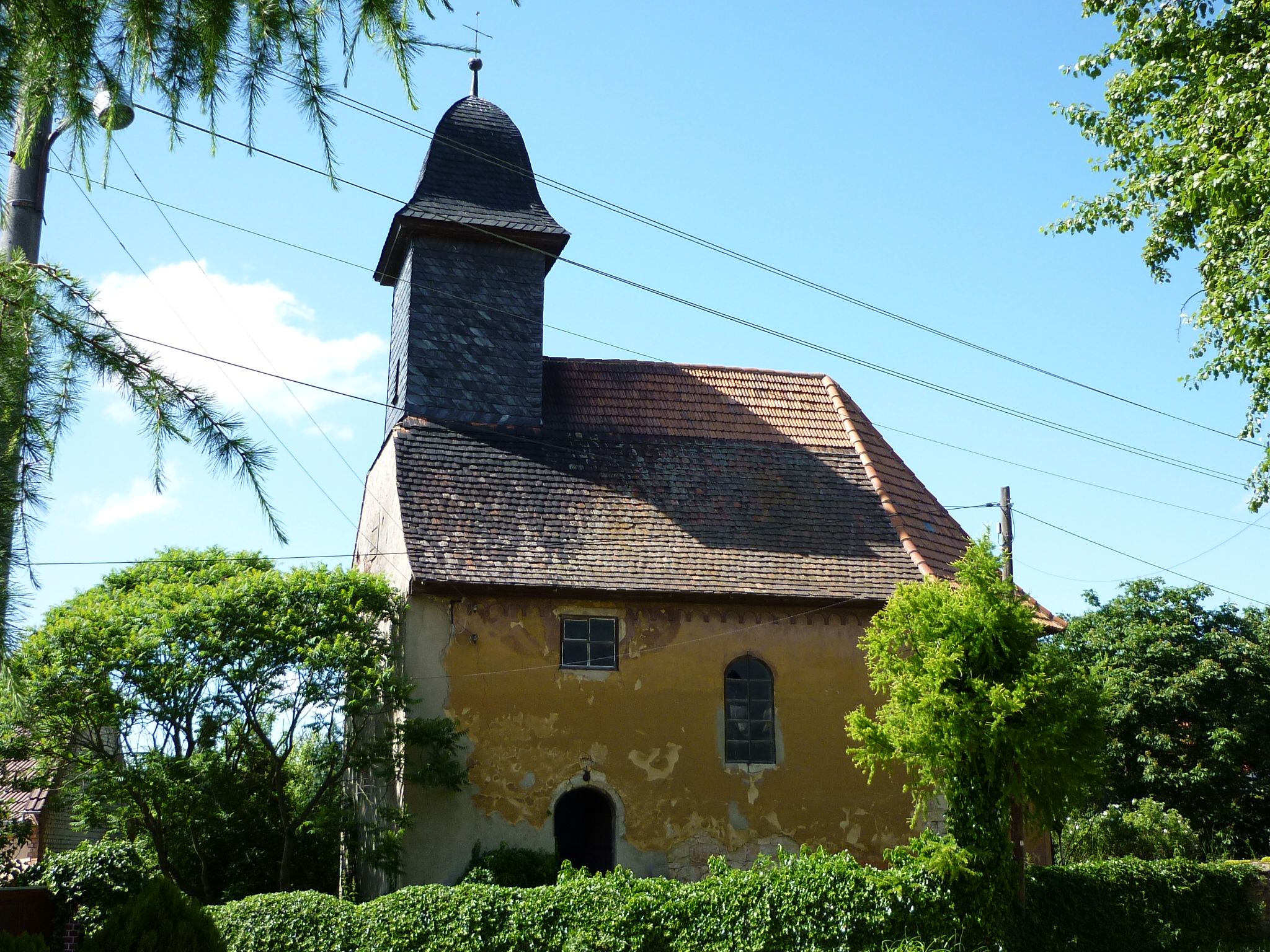
Die Kirche

Die Dorfkirche Kleinlöbichau steht im Ortsteil Kleinlöbichau der Gemeinde Großlöbichau im Saale-Holzland-Kreis in Thüringen. Die Kirche gehört zum Kirchenkreis Jena.

## Lage
Die Dorfkirche befindet sich im Ort und am Gottesacker, um Friedhof und Kirche sind die Häuser und Höfe angelegt.

## Geschichte
1675 wurde die Dorfkirche innerhalb weniger Monate errichtet, geweiht und der Kirchengemeinde übergeben. Mit der Kirche hat Herzog Bernhard von Sachsen-Jena anlässlich der Geburt seines Nachfolgers Johann Wilhelm im Jahr 1675 sein Gelübde eingelöst, eine Kirche zu stiften, wenn ihm ein männlicher Erbe geboren werde. Nach einer anderen Überlieferung soll ihm das Konsistorium, ein Gremium zur Verwaltung der Kirchen, die Kirchenstiftung als Strafe für seine Vielweiberei auferlegt haben. Es ist der einzige Kirchenneubau während der kurzen Zeit des Bestehens des Herzogtums Sachsen-Jena zwischen 1672 und 1690. Als Baumaterial dienten Abbruchsteine von Gebäuden der Abtei Thalbürgel.
Der Historiker und Heimatforscher Ottogerd Mühlmann schreibt über die Kirche Kleinlöbichau: 

„Die Kirche gewinnt durch die Geschichte ihre Entstehung erheblich an Bedeutung. Aus den Steinen der benachbarten, im Verfall begriffenen Abtei Thalbürgel, wurde sie im Jahr 1675 in kurzer Zeit erbaut, gestiftet von Bernhard, dem einzigen Herzog der Linie Sachsen-Jena, in dessen Anwesenheit sie eingeweiht worden ist. So hat der Ort sein Kirchlein als Geschenk einer Herzogs erhalten, der mit seiner Tat indessen nur ein Gelübde hatte erfüllen müssen, das er wahrscheinlich im Zusammenhang mit einer vom Konsistorium erlassenen Ermahnung getan hatte, wegen familiärer Vorkommnisse „dasjenige, so bis anhero vorgegangen, herzlich zu bereuen, wahre Buße zu tun und Gott abzubitten“.“

Unterstützt durch den 2009 gegründeten Freundeskreis für den Erhalt der Kirche in Kleinlöbichau wurde die Dorfkirche in den Jahren 2012 bis 2015 saniert.

## Das Gotteshaus

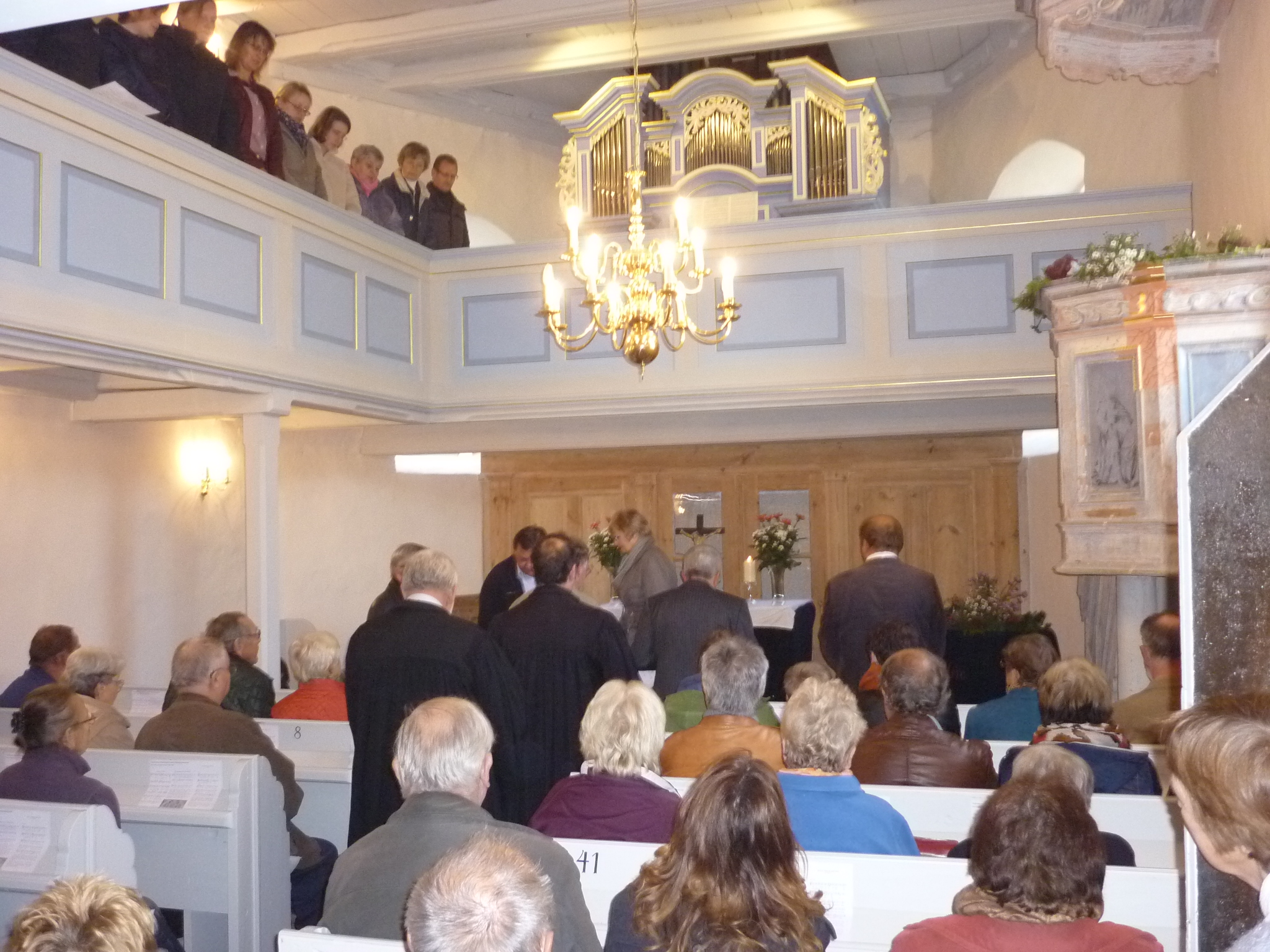
Gottesdienst in der Kirche Kleinlöbichau zur Wiedereinweihung am 31. Oktober 2015

Es ist eine schlichte kleine Saalkirche mit dreiseitig geschlossenem Chor. Dieser wird in westlicher Richtung von einem Barocktürmchen gekrönt. Das Portal und die Fenster sind rundbogig. Die geputzten Ecklisenen und Rundbogenfriese sind bauliche Veränderungen aus dem 19. Jahrhundert.

## Innenausstattung

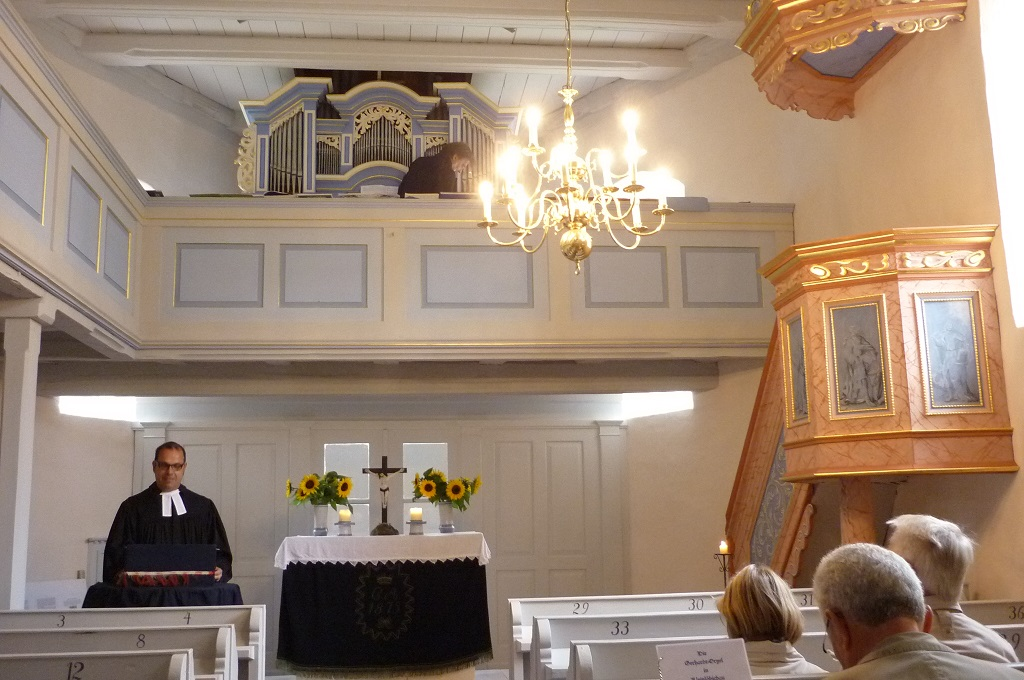
Kirche Kleinlöbichau: Altar, Kanzel, Orgel 2017

- Altartisch (Mensa) aus Stein im Zentrum des polygonalen Chorraumes; Leuchter und Vasen von Ulli Wittich-Großkurth
- Kanzel aus der Rokokozeit mit Grisaille-Malerei der vier Evangelisten auf einem Gemälde mit blauen Grund; 2017 restauriert
- Taufstein aus dem Rokoko

## Orgel
- Barockorgel der Orgelbaufirma Justinus Ehrenfried Gerhard aus dem Jahr 1755. Restauriert 2015 Firma Bochmann, Kohren-Sahlis.[4] Hörbeispiel.[5]

| Manual CD–g3 |       |
| Gedackt      | 8′    |
| Principal    | 4′    |
| Gedackt      | 4′    |
| Quinta       | 4′    |
| Octava       | 2′    |
| Mixtur       | 2fach |

| Pedal CD–c1 |     |  |
| Subbass     | 16′ |  |

Mechanische Schleiflade; Pedal fest angehängt, mit zusätzlicher Traktur ins Manual.

## Radwegekirche
Die Dorfkirche Kleinlöbichau ist die kleinste Kirche am Kirchenradweg Jena – Thalbürgel und nahe dessen topographischem Höhepunkt. Sie war 2013 im Verzeichnis der Radwegekirchen gelistet.